# Route nationale 512a
La route nationale 512a ou RN 512a était une route nationale française reliant La Tronche à Meylan.
À la suite de la réforme de 1972, elle a été déclassée en RD 512a.

## Ancien tracé
- La Tronche
- Corenc
- Meylan